# Doru Tureanu
Doru Tureanu, romunski hokejist, * 11. januar 1954, Bukarešta, Romunija, † 11. marec 2014, Bukarešta.
Tureanu je vso kariero igral za klub Dinamo Bukarešta. Leta 1977 je zavrnil ponudbo Montreal Canadiens, da je lahko ostal pri bolni materi, tri leta kasneje pa je ponudbo prestregla in preprečila policija ter mu za dve leti prepovedala zapustiti državo. 
Za romunsko reprezentanco je nastopil na dveh olimpijskih igrah, kjer je z reprezentanco osvojil sedmo in deveto mesto, in sedemnajstih svetovnih prvenstvih, šestnajstih divizije C in enem divizije B. Skupno je za reprezentanco odigral 100 tekem, na katerih je dosegel 74 golov in 39 podaj.
Leta 2011 je bil sprejet v Mednarodni hokejski hram slavnih.